# Mike Ferguson

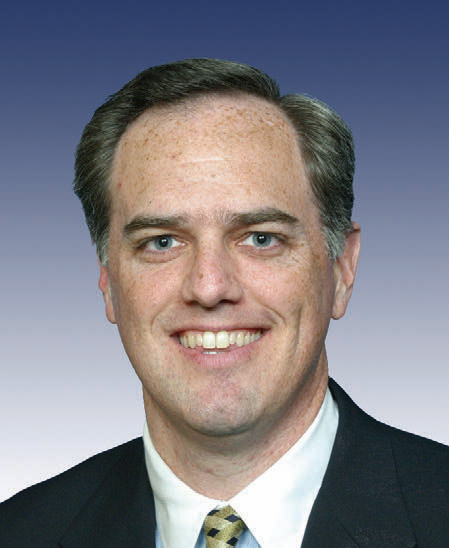
Mike Ferguson

Michael A. „Mike“ Ferguson (* 22. Juni 1970 in Ridgewood, New Jersey) ist ein US-amerikanischer Politiker. Zwischen 2001 und 2009 vertrat er den Bundesstaat New Jersey im US-Repräsentantenhaus.

## Werdegang
Michael Ferguson besuchte die Delbarton School in Morristown. Danach studierte er zunächst an der University of Notre Dame in Indiana und dann an der Georgetown University in Washington, D.C. Anschließend arbeitete er als Lehrer. Gleichzeitig begann er als Mitglied der Republikanischen Partei eine politische Laufbahn.
Bei den Kongresswahlen des Jahres 2000 wurde Ferguson im siebten Wahlbezirk von New Jersey in das US-Repräsentantenhaus in Washington gewählt, wo er am 3. Januar 2001 die Nachfolge von Bob Franks antrat. Nach drei Wiederwahlen konnte er bis zum 3. Januar 2009 vier Legislaturperioden im Kongress absolvieren. In seine Zeit als Kongressabgeordneter fielen die Terroranschläge am 11. September 2001, der Irakkrieg und der Militäreinsatz in Afghanistan. Ferguson war zeitweise Mitglied im Finanzausschuss, im Verkehrsausschuss, im Committee on Small Business und dem Ausschuss für Energie und Handel. Er galt im Kongress als moderater Republikaner. Im Jahr 2008 verzichtete er auf eine erneute Kandidatur.
Nach seinem Ausscheiden aus dem US-Repräsentantenhaus wurde Mike Ferguson Vorstandsvorsitzender der in Washington ansässigen Beraterfirma Ferguson Strategies LLC. Er ist verheiratet und lebt in New Providence.